# Javanshir Feyziyev
 (décembre 2018).
 (mars 2019).
Javanshir Feyziyev (en azéri Cavanşir Feyziyev ; né le 12 juillet 1963 à Shaki) est un parlementaire azéri.

## Biographie

### Jeunesse et éducation
Javanshir Feyziyev est né le 12 juillet 1963 dans le village de Boyuk Dehna de la région Shaki. Il effectue ses études secondaires à Sheki, entre 1970 et 1980, puis continua sa formation en mathématique à Turan de 1977 à 1980. Il fit son service militaire de 1983 à 1985 au Kazakhstan.
Feyziyev a étudié à la faculté de traduction et d'interprétariat de l'université pédagogique des langues étrangères, et a été diplômé de l'université comme interprète et enseignant. Il a ensuite travaillé comme professeur au sein du département de traduction et d'interprétation de cette université. 
Il a ensuite rejoint Médecins sans Frontières en 1994, en tant qu'interprète et administrateur. 
De 1995 à 1998, il fut à la tête du département du bureau de représentation pour le Caucase de la société américaine Philip Morris. Il a ensuite fondé la société « Planet Co. Ltd », dont il a pris la direction. 
De 2002 à 2010, il fut directeur de la société AvroMed, dont il était fondateur. Il a aussi fondé la société « Tour-Invest » et le journal « Discovery Azerbaijan », dont il fut éditeur en chef. En 2013, il fut élu au conseil du Conseil de presse de la république d'Azerbaïdjan. 

### Activités scientifiques

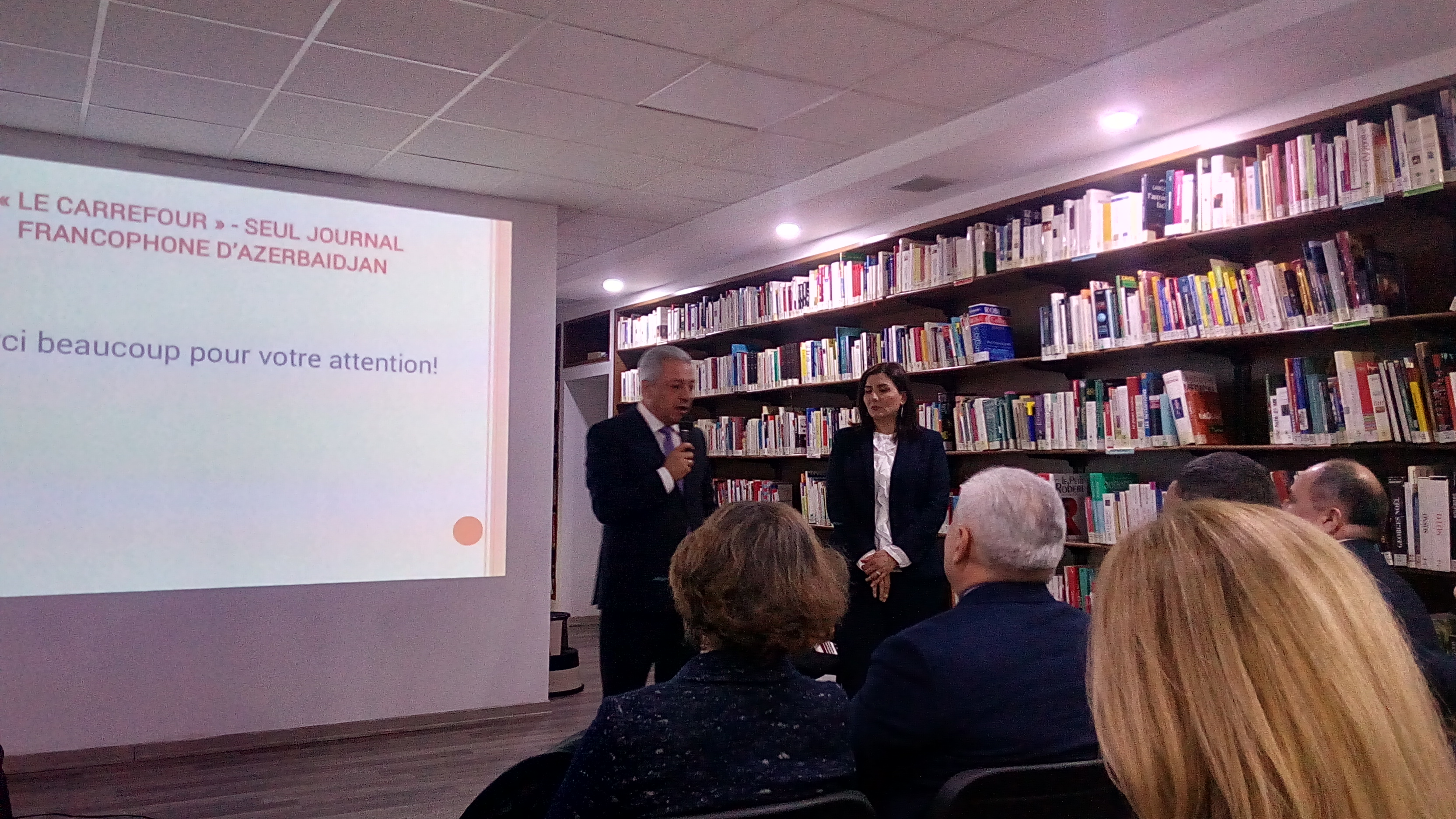

De 2004 à 2009, il fit un doctorat à l'Institut de droit, de sociologie et de philosophie de l'Académie des sciences nationales de l'Azerbaïdjan. En octobre 2009, il défendit sa thèse sur les « aspects moraux des conflits ethno-politiques » et obtint son doctorat. 
Son livre Ethno-political conflicts in the Caucasus and their impact on the state independence, basé sur thèse, fut publié en anglais en 2002. En 2008 puis en 2013, ses livres Peace Philosophy et The Union of the Turkish States: the Eurasian Model of Global Integration furent respectivement traduit et publié en azéri. Ce dernier fut traduit en turc, kazakh, kirghiz, russe, bosnien et hongrois entre 2014 et 2017. 
Il traduisit en azéri le de Jean-Christophe Rufin Le grand cœur, puis en 2015 le livre de Georges de Maleville La Tragédie arméenienne, et en 2016 le roman Pour que tu ne te perdes pas dans le quartier de Patrick Modiano. 
En 2017, il publia une collection de cinq livres appelée Turkic World (« Monde turc ») et portant sur cinq points : « Valeurs de bases du monde turc », « Peuples turcs », « Histoire de l'étaticité turque », « Études turques » et « Personnages historiques du monde turc ».
Il a publié une soixantaine d'articles scientifiques dans des publications scientifiques azéries, turques, ukrainiennes et russes. Il est l'auteur d'une centaine d'articles publiés en Azerbaïdjan, Turquie, Ukraine, Russie, Serbie, France, aux États-Unis et au Pakistan. 
Il parle couramment azéri, turc, français et anglais. 
Décembre 2010 - octobre 2015 - Membre de la 4e convocation du Milli Mejlis de la République d'Azerbaïdjan, député de l'arrondissement électoral de Sheki No: 115.

### Activités politiques
Le 7 novembre 2010, il est élu député de la 4e législature de l'Assemblée nationale d'Azerbaïdjan pour la circonscription électorale de Shaki. Il a été membre des groupes de travail de l'Assemblée azérie avec la France, la Suisse, le Royaume-Uni et la Hongrie, ainsi qu'à la tête du groupe d'amitié interparlementaire Azerbaïdjan-Uruguay
Il est réélu dans la même circonscription le 1er novembre 2015. 
Il est membre de la commission des relations internationales et inter-parlementaires, ainsi que de la commission culturelle de l'Assemblée nationale azérie. .
Il préside les groupes de travail pour les relations Azerbaïdjan-Royaume-Uni et Azerbaïdjan-France.
Il est membre des groupes de travail de l'Assemblée azérie avec les parlements de la Suisse, de la Hongrie, de la Bosnie-Herzégovine, du Kyrkhistan et du Japon. Il est enfin membre de la délégation de l'Assemblée nationale d'Azerbaïdjan à l'Assemblée du Parlement des États turcs.
Il est membre de la délégation de l'Azerbaïdjan à l'assemblée parlementaire d'Euronest.
À partir de janvier 2017, il copréside le comité de coopération entre l'Union européenne et l'Azerbaïdjan.

#### Affaire de blanchiment d'argent («Azerbaijani laundromat») et condamnation
En novembre 2021, la National Crime Agency (NCA) du Royaume-Uni a lancé différentes procédure pour saisir 15 millions de livres sterling sur des comptes en banque appartenant à la femme (Parvana Feyziyeva), au fils (Orkhan Feyziyev) et au neveu (Elman Javanshir) de Javanshir Feyziyev car l'argent aurait été blanchie par un programme de blanchiment azéri. Selon la NCA, les fonds à confisquer proviennent en grande partie de comptes bancaires sous le contrôle de Feyziyev,.
Dans une enquête de 2017 menée par l’Organized Crime and Corruption Reporting Project, deux sociétés qui utilisaient le même nom qu'une société pharmaceutique azérie fondée par Feyziyev reçurent 138 millions de dollars dans le candre de l’Azerbaijani laundromat. Feyziyev nia toute implication.
Le 31 janvier 2022, un juge britannique ordonne à Feyziyev et à sa famille de restituer 5,63 millions de livres sterling de fonds suspects introduits au Royaume-Uni par le biais d'un système complexe de blanchiment d'argent. La somme totale initialement objet de l'enquête s'élève à 15,3 millions de livres sterling.

## Activités publiques et hommages
En 2013 et en 2018, il est membre du conseil d'administration du Conseil de la presse de l'Azerbaïdjan lors des 6e et 7e congrès des journalistes azerbaïdjanais.
Depuis 2018, il est membre de l'Union des écrivains d'Azerbaïdjan.
Il obtient les récompenses suivantes :
- En 2005, il obtient les « Laurels of Fame » du Europe Business Assembly.
- En 2020, le “Qızıl Qələm” (Golden Pen).
- En 2010, la récompense nationale  “Uğur” (Success) pour sa participation active dans la mise en œuvre du programme d'État au développement social et économique des régions et pour les succès obtenus.
- En 2015, il est nommé ambassadeur honoraire de la ville française de Colmar en Azerbaïdjan.
- En 2016, il obtient la médaille d'or de la International Turkish Academy.
- En 2016, il est décoré de la médaille des 25 ans de l'indépendance de la république du Kazakhstan.
- En 2018, il reçoit la médaille « Turkic World Honor »[10].